# پیز لاد
پیز لاد (به لاتین: Piz Lad) یک کوه در سوئیس است که در کانتون گراوبوندن واقع شده‌است. پیز لاد ۲٬۸۰۸ متر بالاتر از سطح دریا واقع شده‌است.